# Angustalius ditaeniellus
Angustalius ditaeniellus là một loài bướm đêm trong họ Crambidae.